# (1834) Palach
(1834) Palach est un astéroïde de la ceinture principale découvert en 1969 par l'astronome Luboš Kohoutek qui avait fui la Tchécoslovaquie l'année précédente. Il fut nommé en mémoire de l'étudiant tchèque immolé Jan Palach.

## Compléments